# Bitwa pod Noirmoutier
Bitwa pod Noirmoutier – starcie zbrojne, które miało miejsce 12 października 1793 podczas francuskiej wojny domowej w Wandei. Rojalistyczni powstańcy pod dowództwem François de Charette'a pokonali siły republikańskie, stacjonujące w Noirmoutier.

## Przed bitwą
François de Charette przez dłuższy czas rozważał pomysł zajęcia Île de Noirmoutier. Ludność wyspy w większości opowiadała się za powstańcami wandejskimi. Położenie Île de Noirmoutier na wybrzeżu Atlantyku miało strategiczne znaczenie dla łączności z Wielką Brytanią. Kontrola nad wysepką pozwoliłaby pozyskać wsparcie ze strony Anglików lub francuskich emigrantów w Anglii.

## Przebieg bitwy
Po zwycięstwie w bitwie pod Saint-Fuldent z 22 września, wojska dowódców Charette'a i Lescure'a z Wielkiej Armii Katolickiej i Królewskiej rozdzieliły się. Charette, generał stojący na czele armii z Marais i Bretanii, postanowił w pierwszej kolejności zdobyć Noirmoutier.
W dniu 9 października Charette na czele swojego 3-tysięcznego oddziału opuścił Legé, do którego republikańskie siły generała Nicolasa Haxo wkroczyły następnego dnia. Z początku oddziały Charette'a wyruszyły w kierunku Saint-Gilles-Croix-de-Vie, ale zważywszy na silny garnizon broniący miasteczka, w dniu 11 października skierowały się do Bouin, gdzie zatrzymały się.
Passage du Goix to jedyna droga na wyspę dostępna pieszo, lecz tylko podczas odpływów. W dniu 12 października o godzinie 1:00 nad ranem Charette wraz ze swoim wojskiem rozpoczął przemarsz przez płyciznę. Jednak już po kilku minutach Wandejczycy zorientowali się, że nadchodzi przypływ, w związku z czym droga powrotna została odcięta. Decyzja o przemarszu przez passage du Goix została podjęta przez Charette'a, by uniknąć ucieczki podobnej do tej z września. Nie był to jednak konieczny manewr, lecz wola dowódcy. Charette oznajmił swoim żołnierzom, że nie mają innej możliwości poza zwycięstwem lub śmiercią.
Pozbawieni innych opcji, Wandejczycy przystąpili do ataku. Dzięki uderzeniu z zaskoczenia udało im się zdobyć działa artyleryjskie ustawione na północ od Barbâtre i strzegące passage du Goix. Ludność Barbâtre przyłączyła się do oddziałów wandejskich. Przesunęły się one na północ, gdzie pod pointe de La Casie odepchnęły oddział republikański. Dowódca tego oddziału, Richer zginął zabity osobiście przez Charette'a.
Droga do Noirmoutier-en-l'Île stanęła otworem dla Wandejczyków. Natomiast siły republikańskie, pod wodzą generała Conrada Wielanda wycofały się do zamku. Stwierdziwszy, że nie ma szans na zwycięstwo, Wieland poddał swój oddział.
Po kapitulacji Wieland otrzymał propozycję przyłączenia się do armii Charette'a. Mimo iż odmówił, został uwolniony razem ze swoimi oficerami pod warunkiem pozostania w Noirmoutier. Natomiast żołnierzy potraktowano jak jeńców.

## Masakry
W dniu 15 października 1793 Charette opuścił Noirmoutier na czele połowy swojej armii. Pozostała część oddziałów otrzymała zadanie obrony miasteczka. Dowództwo nad garnizonem objęli René de Tinguy oraz Dubois de La Pastelière.
Charette pozostawił swoich jeńców w Bouin pod nadzorem Pageota, jednego z podległych mu oficerów, który zamknął ich w miejscowych więzieniach. Wśród więźniów znaleźli się niektórzy żołnierze z oddziału szaserów z Manche, odpowiedzialni za egzekucje w Machecoul z kwietnia 1793 roku. Napotkawszy problemy związane z przepełnieniem więzień, Pageot – usprawiedliwiwszy swą decyzję okolicznościami powstańczymi – zarządził egzekucje. Wielu jeńców rozstrzelano, włącznie z częścią załogi Noirmoutier, której członkowie nie byli współwinni żadnych masakr. Stracono w przybliżeniu 200 więźniów spośród 800 republikanów wziętych do niewoli.